# Hakan Yakın
Hakan Yakın (ur. 22 lutego 1977 w Bazylei) – szwajcarski piłkarz tureckiego pochodzenia występujący na pozycji napastnika lub ofensywnego pomocnika, reprezentant Szwajcarii, w sezonie 2012/2013 zawodnik szwajcarskiego klubu AC Bellinzona.

## Kariera
Yakin rozpoczynał swoją karierę piłkarską w rodzinnej Bazylei w klubie Concordia, skąd w 1995 trafił do potentata ligi szwajcarskiej FC Basel. Później bardzo często zmieniał barwy klubowe, jednak do 2002 roku grał wyłącznie w kraju. Yakin stał się jednym z czołowych zawodników i strzelców ligi szwajcarskiej. W 2002 zdobył z klubem FC Basel mistrzostwo oraz puchar kraju. Efektem doskonałej gry był transfer do Paris Saint-Germain. W klubie ze stolicy Francji Hakan Yakin nie zagrał jednak ani razu i szybko wrócił do FC Basel, z którym wystąpił w drugiej rundzie grupowej Ligi Mistrzów w sezonie 2002/2003 oraz zdobył kolejne mistrzostwo Szwajcarii. W 2003 przeniósł się do VfB Stuttgart, jednak w klubie z Bundesligi nie znalazł miejsca w podstawowym składzie. Również w kolejnym klubie, Galatasaray SK, z którym zdobył Puchar Turcji w 2005 Yakin zagrał jedynie dwa mecze. W 2005, po zagranicznych niepowodzeniach, wrócił do Szwajcarii, gdzie występował w klubie BSC Young Boys, z którym w 2006 zajął 3. miejsce w Super Lidze. W 2008 roku przeszedł na rok do katarskiego Al-Gharafa. 25 lipca 2009 roku podpisał kontrakt z FC Luzern.

## Reprezentacja
W reprezentacji Szwajcarii Hakan Yakin zadebiutował 19 lutego 2000 roku w meczu przeciwko Omanowi. W 2004 wystąpił z reprezentacją Jakoba Kuhna na Mistrzostwach Europy w Portugalii, z których jego drużyna odpadła po fazie grupowej. W 2006 Yakin znalazł się w składzie na Mistrzostwa Świata za kontuzjowanego Johana Vonlanthena. Na turnieju w Niemczech zadebiutował w drugiej połowie drugiego meczu grupowego z Togo. Yakin awansował z reprezentacją do drugiej rundy, zaś w 1/8 finału wystąpił w meczu z Ukrainą, przegranym po rzutach karnych 0:3. Do tej pory Hakan Yakin rozegrał w reprezentacji Szwajcarii 53 mecze i zdobył 16 bramek. Jego starszy brat Murat Yakin jest obecnie trenerem piłkarskim, a niegdyś był reprezentantem Szwajcarii i czołowym zawodnikiem w swoim kraju.